# Emmanuel Jal
Emmanuel Jal, egentligen Jal Jok, född 1980 är en sydsudanesisk rappare och tidigare barnsoldat. 
Emmanuel Jal växte upp under hårda förhållanden i Sudan. Hans mor dödades av regeringstrogna soldater när han var sju år gammal sedan hans far anslutit sig till Sudanesiska folkets befrielsearmé (SPLA). Han försökte ta sig till Etiopien för att där få en utbildning, men rekryterades istället som barnsoldat av SPLA. Efter flera års kamp i gerillan, flydde han tillsammans med ett antal andra barn.
Efter att ha fått stöd från västerländska hjälparbetare kunde Jal slutligen börja studera i Kenya, och började då samtidigt skriva rapmusik för att bearbeta sina upplevelser från kriget. Hans första inspelning, All you need is Jesus blev mycket uppmärksammad i Kenya, och hans karriär tog fart.
Jals texter är vanligen positiva, och han har förhållit sig kritisk till den amerikanska hiphop-scenens romantiserande av gangsterliv och narkotika. I låten 50 Cent vänder sig Jal direkt till den välkände amerikanske rapparen med samma namn, och anklagar honom för att sprida våldsideal genom sitt egenhändigt producerade dataspel Bulletproof:
"You have done enough damage selling crack cocaine/now you got a 'kill a black man' video game/We have lost a whole generation through this lifestyle/now you want to put it in the game for a little child to play..."
Jal är också känd för sin humanitära aktivism, och utöver framträdanden på exempelvis Live8 driver han sin egen hjälporganisation; Gua Africa, inriktad på att hjälpa sudanesiska flyktingar och barn.
År 2008 spelades en dokumentärfilm om Jal in. Dess titel, War Child, var tagen från Jals debutskiva med samma namn. Under 2009 släpptes även en självbiografi med samma titel.